# Lelapsomorpha bioculata
Lelapsomorpha bioculata is een vliesvleugelig insect uit de familie Pteromalidae. De wetenschappelijke naam is voor het eerst geldig gepubliceerd in 1923 door Girault.